# د ریپلیسمنتز (گروه موسیقی)
د ریپلیسمنتز (انگلیسی: The Replacements) یک گروه موسیقی راک آمریکایی است که در سال ۱۹۷۹ در مینیاپولیس، مینه‌سوتا بنیان‌گذاری شد. آنها که در ابتدا یک گروه پانک راک بودند، یکی از پیشگامان آلترناتیو راک محسوب می‌شوند. این گروه در طول حرفه خود سه بار منحل شد.